# Gategylet (Jämshögs socken, Blekinge, 624268-141433)
Gategylet är en sjö i Olofströms kommun i Blekinge och ingår i Skräbeåns huvudavrinningsområde. Sjön har en area på 0,0565 kvadratkilometer och ligger 79 meter över havet.

## Delavrinningsområde
Gategylet ingår i det delavrinningsområde (624161-141310) som SMHI kallar för Utloppet av Filkesjön. Medelhöjden är 94 meter över havet och ytan är 15,51 kvadratkilometer. Räknas de 15 avrinningsområdena uppströms in blir den ackumulerade arean 291,14 kvadratkilometer. Avrinningsområdets utflöde Skräbeån (Alltidhultsån) mynnar i havet. Avrinningsområdet består mestadels av skog (78 procent). Avrinningsområdet har 2,08 kvadratkilometer vattenytor vilket ger det en sjöprocent på 13,4 procent.